# Thalleiten
Thalleiten (mundartl.: Döjleitn(à)) ist ein Gemeindeteil der Gemeinde Halsbach im oberbayerischen Landkreis Altötting. 

## Lage
Die Einöde Thalleiten liegt etwa einen Kilometer südlich von Halsbach.

## Geschichte
Der Name des Ortes geht auf das mittelhochdeutsche Wort lite zurück. Er bezeichnet eine Leite, die von einem Tal heraufzieht. Der Ort gehörte von der Gemeindegründung im Jahre 1818 an zur Gemeinde Oberzeitlarn und kam mit deren Auflösung am 1. Januar 1964 zur Gemeinde Halsbach.
Im Ort befindet sich ein denkmalgeschütztes Bauernhaus (Nr. 53) wohl aus der ersten Hälfte des 18. Jahrhunderts. 